# 中谷誠一
中谷 誠一（なかたに せいいち）は、アニメアール第2スタジオ（スタジオ・ムー）出身のフリーアニメーター、メカニックデザイナー。日本アニメーター・演出協会（JAniCA）会員。妻は同じくアニメーターの西田亜沙子。

## 参加作品

### テレビアニメ
1992年
- ヤダモン（原画）

1995年
- 黄金勇者ゴルドラン（原画）

1996年
- 逮捕しちゃうぞ（作画監督・メカ作画監督）
- 勇者指令ダグオン（原画）
- るろうに剣心 -明治剣客浪漫譚-（作画監督）

1997年
- 勇者王ガオガイガー（原画・作画監督）

1998年
- ガサラキ（原画・オープニングアニメーション原画）
- ブレンパワード（原画）
- 名探偵コナン（原画）

1999年
- ∀ガンダム（原画）
- ベターマン（原画・エンディングアニメーション原画）

2000年
- BRIGADOON まりんとメラン（原画・作画監督・エンディングアニメーション原画）

2001年
- スクライド（原画）

2003年
- プラネテス（メカニカルデザイン・原画・作画監督・総作画監督）

2004年
- 機動戦士ガンダムSEED DESTINY（オープニングアニメーション原画）

2005年
- ガン×ソード（ゲストメカデザイン・原画・#17作画監督）
- 交響詩篇エウレカセブン（原画）

2006年
- コードギアス 反逆のルルーシュ（メインアニメーター・原画・作画監督）

2007年
- 機動戦士ガンダム00（アニメーションメカニックデザイン）

2008年
- コードギアス 反逆のルルーシュR2（メインアニメーター・原画・作画監督）

2009年
- 戦国BASARA（原画）

2010年
- あそびにいくヨ!（原画）

2011年
- スーパーロボット大戦OG ジ・インスペクター（原画）
- Dororonえん魔くん メ～ラめら（オープニングアニメーション原画・原画）
- TIGER & BUNNY（原画）
- 青の祓魔師（原画）
- セイクリッドセブン（原画）
- ギルティクラウン（メカニック作画監督）

2012年
- ZETMAN（原画）

2013年
- ファンタジスタドール（オープニングアニメーション原画）
- 進撃の巨人（原画）

2014年
- とある飛空士への恋歌（メインメカデザイン）
- ガンダム Gのレコンギスタ（デザインワークス・メカ作画監督）

2016年
- 甲鉄城のカバネリ（原画）

### OVA
1997年
- レイアース（原画）

2000年
- 勇者王ガオガイガーFINAL（原画・メカニック作画監督）

2002年
- ナースウィッチ小麦ちゃんマジカルて（原画）

2004年
- ナースウィッチ小麦ちゃんマジカルてZ（原画）

### Webアニメ
- リーンの翼（2005年、作画監督協力）

### 劇場アニメ
2005年
- 機動戦士ΖガンダムII A New Translation -恋人たち-（原画・作画監督）

2006年
- 機動戦士ΖガンダムIII A New Translation -星の鼓動は愛-（原画・作画監督補佐）

2008年
- スカイ・クロラ The Sky Crawlers（原画）

2010年
- 劇場版 機動戦士ガンダム00 -A wakening of the Trailblazer-（メカニックデザイン）
- 東のエデン 劇場版II Paradise Lost（原画）

2021年
- 機動戦士ガンダム 閃光のハサウェイ（メカニカルデザイン、メカニカル総作画監督、原画）

2023年
- 劇場版 SPY×FAMILY CODE: White（原画）

時期未発表
- 機動戦士ガンダム 閃光のハサウェイ キルケーの魔女（メカニカルデザイン）

### ゲーム
- スーパーロボット大戦30（2021年、戦闘カットイン原画、『覇界王〜ガオガイガー対ベターマン〜』戦闘アニメーション絵コンテ）